# Geografia Wyspy Bożego Narodzenia

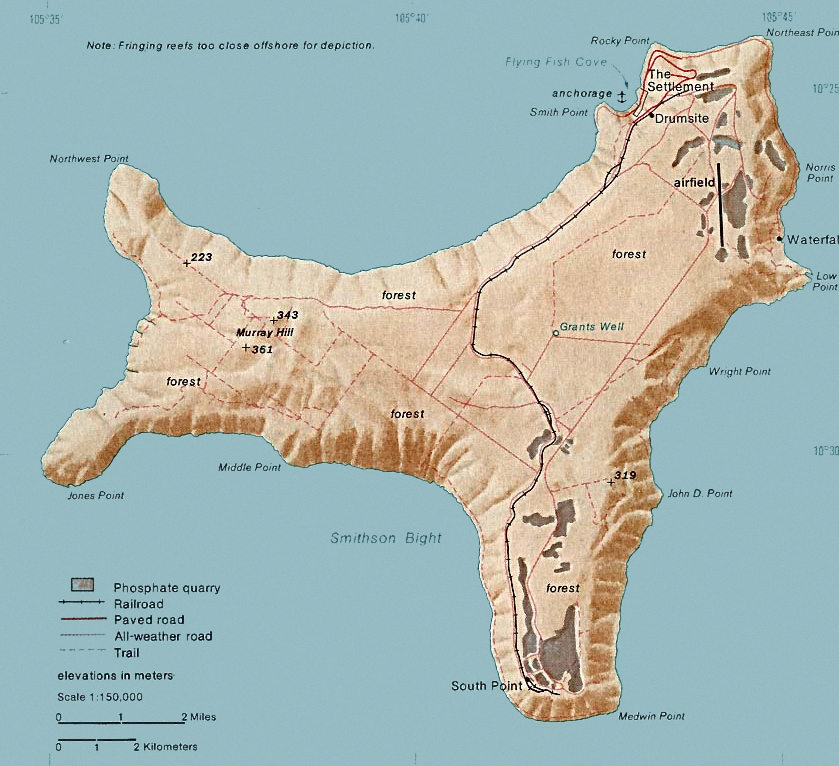
Mapa wyspy

Wyspa Bożego Narodzenia – jest zamorskim terytorium Australii. Leży na Oceanie Indyjskim, 380 km na południe od Jawy, 1327 km od Singapuru i 2623 km na północny zachód od Perth. Od najbliższego wybrzeża Australii oddalona jest o 1565 km. Wyspa Bożego Narodzenia cechuje się nizinnym i średnio wyżynnym krajobrazem, oraz tropikalnym klimatem. Stolicą terytorium jest Flying Fish Cove, zwane czasami również The Settlement, czyli po prostu osiedle. Stolica Settlement, wraz z przyległymi osiedlami: Drumsite, Poon Saan, Silver City, położona jest w północno-wschodniej części wyspy i stanowi główne skupisko ludności terytorium. Na wschód od lotniska znajduje się niewielkie osiedle Waterfall, a na południu wyspy osiedle obsługujące kopalnię – South Point.

## Powierzchnia i położenie
Powierzchnia – 135 km²

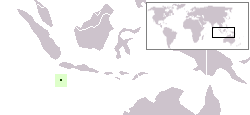
Położenie wyspy

Położenie – 10°28'S i 105°37'E. Wyspa leży we wschodnim krańcu Oceanu Indyjskiego, u wejścia do Cieśniny Sundajskiej.
Linia brzegowa – 139 km

## Ukształtowanie poziome
Wyspa Bożego Narodzenia cechuje się urozmaiconą linią brzegową. Wyróżniają się cztery wyraźne półwyspy, nadające wyspie charakterystyczny kształt. Wybrzeże jest zróżnicowane, jednak większość (ok. 80 km) stanowią strome, skaliste klify, przeważnie osiągające 20 m wysokości. W niewielu tylko miejscach, głównie w zatokach, znajdziemy piaszczyste plaże (istnieje 13 takich plaż), a lokalnie spotkamy niskie wybrzeże namorzynowe. Nad jedną z takich zatok, zwaną Zatoką Latającej Ryby (ang.Flying Fish Cove), w północnej części wyspy, leży port o tej samej nazwie. Wyspę otacza wąski pas rafy koralowej.

Mapa fizyczna wyspy

## Budowa geologiczna i rzeźba
Wyspa stanowi wierzchołek, wysokiej na około 5000 m, podmorskiej góry, która osiąga kulminacje w postaci płaskowyżu zajmującego całe wnętrze wyspy. Najwyższym wzniesieniem jest Murray Hill mające 361 m n.p.m. Przeciętna wysokość wynosi od 200 do 270 m n.p.m. Większość skał, z których zbudowany jest płaskowyż, stanowią wapienie powstałe w wyniku osadzania się przez miliony lat koralowców. Widoczne są również skały wulkaniczne (głównie bazalty), z których zbudowany jest trzon wyspy. Wyspa pierwotnie była wulkanem.

## Klimat

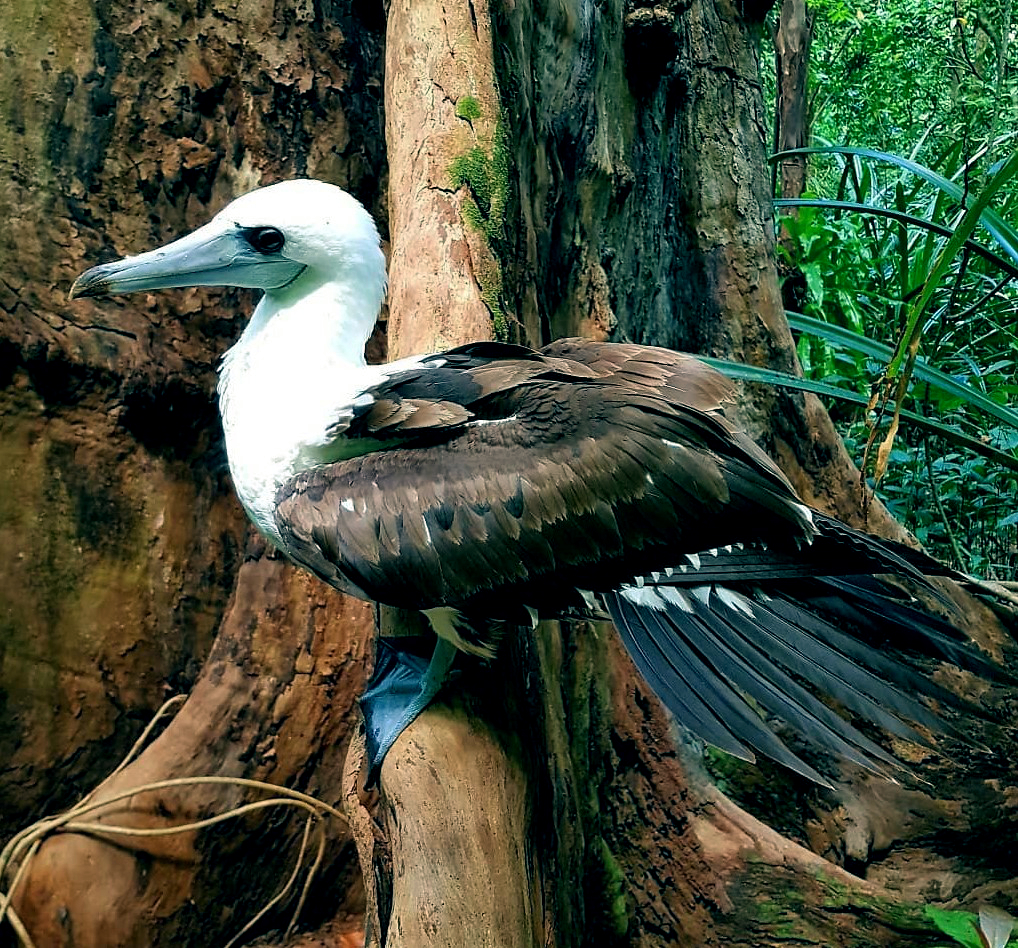
Głuptak czarnoskrzydły – typowy przedstawiciel ptaków morskich Wyspy Bożego Narodzenia

Wyspa leży w strefie klimatu równikowego, wilgotnego, który jest kształtowany przez południowo-wschodnie pasaty. Średnie temperatury wynoszą od 21 °C do 32 °C. Bryza morska sprawia, że nie notuje się wartości przekraczających 33 °C. Dobowe amplitudy są niewielkie. Opady są wysokie, typowe dla klimatu równikowego i wynoszą 2000 mm rocznie. Maksymalne wartości opadowe sięgają 2670 mm rocznie. Na wyspie nie ma pory suchej, ale występuje okres ze zmniejszonymi opadami. Największe opady mają miejsce od listopada do kwietnia, w tym też okresie występują sztormy tropikalne. Wyspa cechuje się dużą wilgotnością rzędu 80-90%.

## Wody
Sieć rzeczna jest uboga i są to cieki wodne występujące w postaci niewielkich strumieni. Na wyspie nie ma jezior.

## Flora i fauna

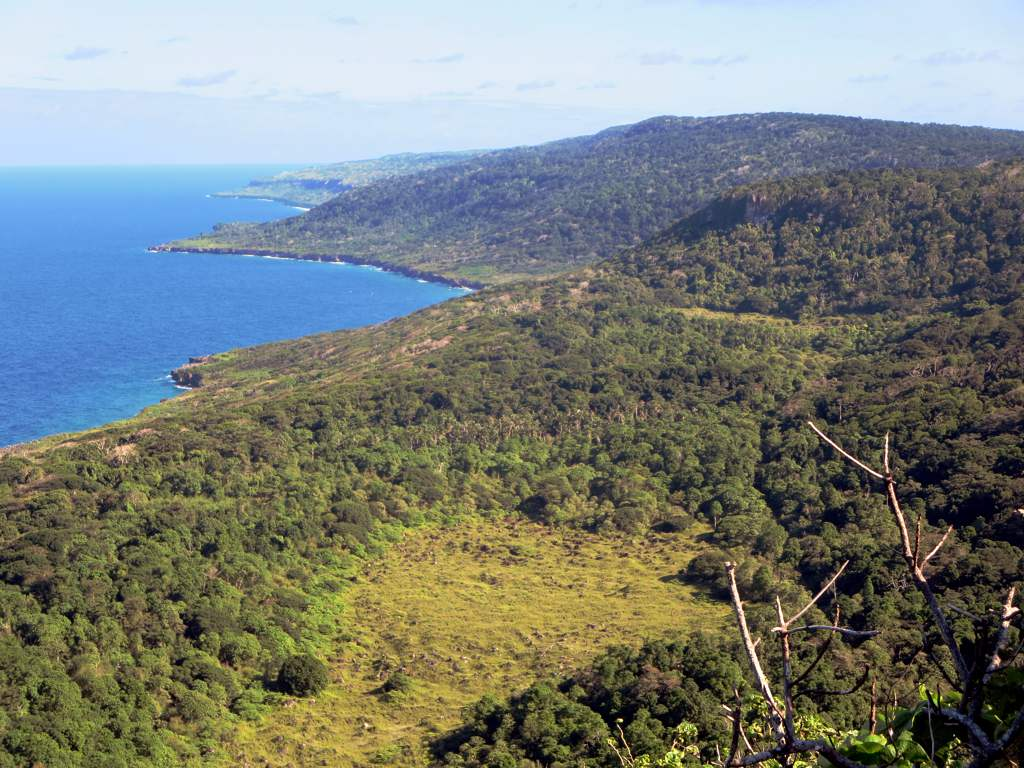
Ukształtowanie terenu

Szata roślinna ze względu na niewielką liczbę ludności i niewielka ilość obszarów zabudowanych, jest dobrze zachowana. Roślinność cechuje się bogactwem gatunkowym i jest typowa dla obszarów równikowych. Znaczny obszar wyspy pokryty jest lasami, a 63% jej powierzchni zostało objęte ochroną jako Christmas Island National Park. Na wyspie rosną lasy tropikalne wiecznie zielone, a na niektórych odcinkach niskiego wybrzeża – także lasy namorzynowe. Występuje tu około 200 gatunków roślin kwitnących, w tym 25 gatunków drzew. Na wyspie rosną m.in. paprocie, storczyki i winorośla. Wyspę cechują także endemity jak drzewo Pandanus elatus, zaliczane do pandanowców.
Fauna także jest dobrze zachowana. Najbardziej znanym przedstawicielem lokalnej fauny jest czerwony krab. Co roku w listopadzie odbywa się migracja krabów czerwonych, w której uczestniczy około 100 milionów osobników. Poza krabem czerwonym na wyspie żyje 19 innych gatunków krabów, w tym krab kokosowy. Wyspa jest również domem kilkudziesięciu gatunków ptaków, w tym kilku endemicznych oraz kilku gatunków gadów. Na wyspie brak jest dziko żyjących ssaków. W przypadku ptaków, liczne są gatunki morskie m.in. głuptaki.